# Paris–Tours 1931
Paris–Tours 1931 war die 26. Austragung von Paris–Tours, ein französisches Eintagesrennen im Straßenradsport. Es wurde am 3. Mai 1931 über eine Distanz von 240 km von der französischen Hauptstadt Paris nach Tours im Départements Indre-et-Loire ausgetragen. Sieger wurde André Leducq aus Frankreich.

## Rennen
92 Radrennfahrer traten zum Rennen auf einem flachen Kurs an. Aus einer Gruppe von 15 Fahrern gewann Leducq das Finale im Sprint. 46 Fahrer beendeten das Rennen.

## Ergebnis
| Platz | Fahrer                   | Team           | Zeit              |
| ----- | ------------------------ | -------------- | ----------------- |
| 1.    | André Leducq             | Lutetia        | 7: 40: 00 Stunden |
| 2.    | Roger Parioleau          |                | gl. Zeit          |
| 3.    | Alfred Haemerlinck       | Dilecta–Wolber | + 0: 48 Min.      |
| 4.    | Louis Peglion            | Ganna          | gl. Zeit          |
| 5.    | Jean Maréchal            | Lutetia        | gl. Zeit          |
| 6.    | Frans Bonduel            | Dilecta–Wolber | gl. Zeit          |
| 7.    | Léon Le Calvez           | Alleluia       | gl. Zeit          |
| 8.    | Bernard Van Rysselberghe | Dilecta–Wolber | gl. Zeit          |
| 9.    | Marius Guiramand         |                | gl. Zeit          |
| 10.   | Francis Pélissier        | JB Louvet      | gl. Zeit          |